# جاك هنتر (صحفي)
جاك هنتر (بالإنجليزية: Jack Hunter)‏ هو صحفي أمريكي، ولد في 1 يونيو 1974 في هاناهان في الولايات المتحدة.

## وصلات خارجية
- جاك هنتر على موقع IMDb (الإنجليزية)